# Кокіна Владилена Яківна
Владилена Яківна Кокіна (13 жовтня 1926 — 10 лютого 2017) — українська бігунка-ветеран, рекордсменка світу та Європи серед ветеранів, установила понад 60 рекордів України у різних вікових групах.

## Біографія
Народилася 1926 року. Батько-комуніст, який саме в день народження доньки вступив до партії, назвав Владиленою на честь Володимира Леніна.
Закінчила медичний інститут. У Жовтих Водах була депутатом міськради, агітатором, дружинницею, працювала в пожежній службі.
Довгий час працювала лікарем-педіатром. Прийшла у спорт, коли їй було 58 років. У 72 роки бігунка вперше побила рекорд України серед жінок-ветеранів. Була володаркою світового рекорду в бігу на 10 км у віковій групі 85-89 років — 86 хвилин 15,07 сек.
Взяла участь у понад 500 забігах. У вересні 2016, за три тижні до свого 90-річчя бігла у Дніпровському марафоні.
Померла 10 лютого, похована 13 лютого 2017 у рідних Жовтих Водах. Прощання відбувалося у Храмі Святої Трійці.

## Нагороди
Лауреатка премії «Гордість країни» 2011 року у номінації «Рекорд року».